# Törökkoppány
Törökkoppány (horvátul: Kopan) község Somogy vármegyében, a Tabi járásban.

## Fekvése
Somogy vármegye keleti szélén fekszik, a Koppány folyó mellett. A központján a Nagykónyi-Somogyacsa között húzódó, a 61-es főutat a 6505-ös úttal összekötő 6508-as út halad végig.

## Története
Törökkoppány elődje, Koppány Árpád-kori település. Feltehetően Koppány fejedelem idején a somogyi hercegség egyik igazgatási központja volt, Somogyvár mellett. Nevét már 1138-ban említette oklevél „Villa Cuppan” írásmóddal. Az 1332–1337 évi pápai tizedjegyzékben Koban alakban írva fordult elő; ekkor már plébániája is volt. Ebből az időből való a római katolikus templom szentélye is, amely csúcsíves ízlésben épült.
Várát, mely még a mohácsi vész előtt épült, Ali budai basa vezérlete alatt a törökök elfoglalták. A török megszállás idejében jelentékeny hely és egy szandzsák (kerület) székhelye volt: ekkor magas földhányásokkal volt körülvéve, mely sáncok még a 19. század végén, 20. század elején is láthatók voltak. Csak észak felé volt szabad, de az errefelé eső és mélyebben fekvő részt az ott elterülő mocsarak és valami váracs védte. A török aga a mostani plébánia épületében lakott. Ettől kb. 120 méternyi távolságban, a katolikus templom mögött, Friedrich Béla vendéglős házának az udvarán állt a török fürdő, melynek romjait 1877-ben – sajnos – széthordták, a 20. század elején már csak a szomszéd ház jégvermének egyik falában volt némi maradványa, mely a medence márványfala volt. Ez a fürdő az aga lakásával az agyagos talajba vágott földalatti folyosóval volt összekötve, mely még az 1900-as évek elején is, nagy esőzések után, itt-ott be szokott omlani, amikor azután mindig szekérszámra kellett a szakadás betömésére a földet hordani. A fürdőt a tőle mintegy két kilométerre a Cseszme-erdőben fekvő úgynevezett török-kút látta el vízzel, melyet agyagcsöveken át vezettek oda. Ezekből az agyagcsövekből Rómer Flóris annak idején egyet be is küldött a Nemzeti Múzeumnak. A török kút körülbelül 14 m hosszú és 1,25 m széles falazott és boltozott medencében gyűjtötte a szükséges vizet, mely még a későbbiekben is lefolyt a község alá és messze vidéken a legjobb ivóvíz volt. A török világból még egy emlék volt látható a plébánia udvarán: egy török turbános fejkő, a hajdani koppányi török temetőből.
A falu az 1563 évi fejadólajstrom szerint 15, 1573-1574-ben 23 és 1580-ban ismét 15 házból állt. 1559-ben 58 zsoldos lovas tanyázott a várban, melynek őrsége az 1565-1566 évi zsoldlajstrom szerint 123 és az 1568-1569 évi szerint pedig 115 emberből állt. 1587-ben Nádasdy Ferenc és Zrínyi György ugyan visszafoglalták a várat, azonban csakhamar ismét török kézbe került. 1601-ben bosnyák katonaság tanyázott benne. 1628–1629-ben 217 emberből állt az őrség. A 20. század elején még a plébánián volt annak a levélnek a másolata, melynek eredetijét a tihanyi apátság levéltára őrizte és melyben Ibrahim endrédi aga válaszol 1589. március 2-án Piszki István magyar vitéznek, aki az agát a Balaton jegén való párbajvívásra hívta ki. Úgy látszik, hogy az aga az első kihívásra nem reagált, ezért Piszki István egy levágott disznófarkat küldött neki. Erre az aga annyira felbőszült, hogy a kihívást elfogadta és ezt erősen sértő hangú levélben tudatta Piszkivel, elnevezve őt beste, hitetlen kutyának, aki a saját farkát lemetszette és azt küldte el. Hogy azután megtörtént-e a koppányi párbaj, vagy sem, arról hallgat a krónika.
1689-ben a falu Széchenyi Pálé volt, 1715-ben 20 háztartásból állt és gróf Esterházy Józsefé volt. 1726-tól fele a veszprémi püspökköz került, másik fele a herceg Esterházy-féle hitbizományhoz tartozott.
1798-ban nagy földrengés pusztított itt, amely megrongálta a római katolikus templomot is, 1855-ben pedig kolerajárvány volt a településen, melynek 230-an estek áldozatául.
A településen fennmaradt, a török időkre emlékeztető dűlőnevek: Csausz-út, Bégkút, Lanyista, Falamurdok, Babadag, Seregrét.
Leírás a településről a 18. század végén:
"Török Koppan, Koppanum. Mező Város Somogy Várm. földes Ura a’ Veszprémi Püspök, és H. Eszterházy Uraság, lakosai katolikusok, fekszik Szorossad, és Magyaradhoz 1/2 órányira. Birtokokba jutván a’ Mohátsi veszedelem után e’ Város az Ozmanoknak, sántzokkal, és bástyákkal megerőssítették, ’s hasznos védelmező helyek vala az Ormanoknak, midőn a’ szomszéd Várakat ostromlották. Istvánfi szerént Toigon Vezér 1555 dikben, midőn Kapos Várát meg venni törekedett, itten állapodott meg hadi népével, míg a’ készűleteke meg tette, ’s elfutván az oltalmazók, könnyen hozzá jutott. Sőt Sziget Várának ostromlásakor is nevezetes szolgálatot tettek a’ Koppani Ozmanok Ali Eunuchusnak. Jármok alá kerítvén pedig Sziget Várát az Ozmanok, még sokkal többet kártékonykodtak a’ Koppaniak mint az előtt, ’s meszsze földre is el indúltak a’ Tsászáriaknak ártalmokért, mellyet Túri György hathatósan meg boszszúlt, midőn őket Bakony erdejébe futamtatta, lásd felőle Turótzit, és Istvánfit és sokakat le mészárlottak, a’ kik között vala Házán is a’ Koppani lovasságnak Vezérje. Alibeg jővén annakutána Konstantinápolyból helyére Házánnak, ez is törekdett a’ Keresztényeknek ártalmokra, ’s ki indítván népét Veszprém felé indúlt; Hidvégnél Sijo vize mellett vezette katonáit, midőn Istvánffy is, és Stansics Farkas a’ Tsászáriakat vezetvén, vélletlenűl éjjel egy másnak seregére botlottak; kardra, ’s fegyverekre kelt azonnal mind a’ két fél, és a’ viadal kedvezni látszatott a’ mieinknek, mert számos Ozmanokat, és lovakat is el fogtak vala már, midőn Ormándi is meg érkezvén hatvan lovas, és 100 gyalog népével, ismét újjabban el kezdették, a’ már félbe hagyott viaskodást, melly segedelemnek érkezésén az Ozmanok megfélemledvén, gyengűlni kezdett erejek, és bátorságjok, Alibeget Tót Gábor lováról le taszítván, ’s homlokán könnyű sebet ejtvén, el fogta vala, ’s a’ 77 el fogottak között többnyire Tisztek valának, a’ számos meg ölettetteken kivűl. Eunuchus és 25 fők, ’s hadi Jelek Bétsbe küldettettek ajándékúl Erneszt Királyi Fő Hertzegnek, lovát pedig a’ Fő Vezérnek, és drága fegyverét a’ katonák Istvánfinak ajánlották, szerentsés vezérléséért, a’ több hadi zsákmányt pedig a’ katonák magok között osztották fel 1584 dikben. Azután pedig három esztendővel Nádasdynak vezérlése alatt helyben is fel gázoltattak. Ugyan is sűrű köd ereszkedvén le, midőn alattomban Szilva népével a’ Város alá meg érkezett, lehetetlen vólt észre venni a’ Városbélieknek a’ közelgető veszedelmet; okosan élvén Szliva is a’ jó alkalmatossággal, bé töré a’ kis kaput, szerentsésen be vezeti vala hadi népét a’ Városba; ’s az alatt Nádasdy is el érkezvén hadi erejével, ennek a’ nagy kaput fel nyitotta. El réműlt vala a’ nép a’ Városba, ki kintséhez, ki feleségéhez, ki gyermekeihez, ki pedig lovához kapdosott, hogy életét meg szabadíthassa, ’s fegyverre nem olly igen számosan keltek ki; el telvén azonban az egész Város a’ Magyaroknak lármájokkal, szörnyítő félelembe ejtettek mindeneket, ’s látván a’ Vezérjek is Regef, hogy mind népétől, mind pedig a’ szerentsétől el hagyattatott, önként fel adta magát rabúl a’ mieinknek. Sinan Mustabegnek fija pedig feleségével, és gyermekivel, ’s tselédgyeivel magát a’ pintzébe rejtette el, és onnan óltalmazta feleit lövöldözés által, azt igérvén maga felől, hogy Nádasdinak kész vólna fel adni magát, ’s kérlette meg jelenését, ennek helyébe Trax János Vitéz hadi Tiszt jelent vala meg a’ beszélgetésre, a’ kit úgy által lövött vala torkánál nyilával a’ pintzéből, hogy lováról le esvén, azonnal meg halálozott. Nagyon meg boszszonkodtak e’ méltatlanságon a’ Magyarok, ’s boszszú állásra gerjedeztek, mindazáltal sem a’ kérelem, sem ’a fenyegetés nem használván semmit, végre égő szénával, és szalmával töltötték meg a’ pintzének ablakait, ’s ki nyitván azután az ajtót, mindnyájokat halva találták, nem kevéssé sajnálkozván igen szép meg hólt feleségén, a’ ki gyermekeit akkor is karjai között tartotta vólt. Hat száz foglyokat vittek el innen ekkor a’ Magyarok, és annyi zsákmányt nyertek, hogy magokkal el sem vihették. A’ több házi eszközöket haszontalanokká tévén, fel gyújtották a’ Várost, de mint hogy nagy hó vala, nem éghettek úgy el, mint reménylették vala. Viszsza fordúlván a’ prédálástól Regeff, és nehány válogatott foglyok ’s lovak Bétsbe kűldettek ajándékul Erneszt Királyi Fő Hertzegnek. Annakutánna ugyanazon az úton mentek viszsza a’ Seregek Nádasdinak vezérlése alatt Pápára, holott fel osztván a’ zsákmányt vólt helyeikre költöztek vala. Ismét újjabb szerentsét próbalt Haszán Passa 8000 népével, a’ kit Kanizsától nem meszsze, Zrínyi, Batthyáni, Nádasdy, Tratmansdorf, és több Tisztek, seregeikkel el zárván vissza menetelekor az útat, el fogtak, ’s népét hathatosan meg verték vala, a’ mieink; mindazáltal Koppan az ellenségnek birtokában maradott egész a’ 17 dik századnak végezetéig, midőn azt üressen hagyván az Ozmanok, belőle meg félemledvén ki költöztek 1559 dikben. Régi erősségének már most tsak maradványai szemléltetnek. Határja 3 nyomásbéli, rozsot leg inkább búzát keveset terem, hegye agyagos a’ földgye, erdeje, szőleje bőven van, és réttye, piatza Veszprémben." 
(Vályi András: Magyar országnak leírása, 1796–1799)

### Perneszi-puszta
Miklósi és Törökkoppány között fekszik Perneszi-puszta. A középkorban jelentékeny falu volt, innen vette eredetét a Perneszi család.
1321-ben már vásáros, 1332-1337-ben pedig egyházas hely volt, neve a pápai tizedjegyzékben is szerepelt. 1417-ben az Osztopáni Perneszi család kapott rá új adományt Zsigmond királytól, majd 1577-ben osztopáni Perneszy András ismét új adományt nyert e helységre Rudolf királytól. Ekkor már a török területekhez tartozott. Az 1573–1574 évi török kincstári adólajstromban még 5 házzal volt felvéve, rövid idő múlva azonban elpusztult.

## Közélete

### Polgármesterei
- 1990–1994: Dr. Gruber Attila (független)[4]
- 1994–1998: Gyenis Ferenc (független)[5]
- 1998–2002: Ifj. Varga György (független)[6]
- 2002–2006: Ifj. Varga György (független)[7]
- 2006–2010: Ifj. Varga György (független)[8]
- 2010–2014: Varga György (Fidesz-KDNP)[9]
- 2014–2019: Varga György (Fidesz-KDNP)[10]
- 2019–2024: Varga György (Fidesz-KDNP)[11]
- 2024– : Varga György (független)[1]

## Népesség
A település népességének változása:
| Lakosok száma | 428  | 439  | 432  | 484  | 424  | 448  | 454  |
|               | 2013 | 2014 | 2015 | 2021 | 2022 | 2023 | 2024 |

A 2011-es népszámlálás során a lakosok 78%-a magyarnak, 1% cigánynak mondta magát (22% nem nyilatkozott; a kettős identitások miatt a végösszeg nagyobb lehet 100%-nál). A vallási megoszlás a következő volt: római katolikus 62,9%, református 2,7%, evangélikus 0,5%, felekezeten kívüli 5,1% (28,5% nem nyilatkozott).
2022-ben a lakosság 90,1%-a vallotta magát magyarnak, 2,6% cigánynak, 2,1% németnek, 0,5% horvátnak, 0,2% szlovénnek, 0,2% szerbnek, 0,7% egyéb, nem hazai nemzetiségűnek (8,7% nem nyilatkozott; a kettős identitások miatt a végösszeg nagyobb lehet 100%-nál). Vallásuk szerint 48,6% volt római katolikus, 4,5% református, 0,7% evangélikus, 0,7% görög katolikus, 0,9% egyéb keresztény, 1,4% egyéb katolikus, 8,7% felekezeten kívüli (34,4% nem válaszolt).

## Nevezetességei
A főtéren található Gül Baba bronz ülőszobra.
A település egyike a Kodály Zoltán vezette népdalgyűjtés nagy dallamlelőhelyeinek. Sok dallal járult hozzá a népdalgyűjtéshez Árvai Pálné Gárgyán Juli, aki a siratást öregasszonyoktól hallotta, és ezt mondta róla: „Azt nem kő tanunyi, csak éreznyi kő.”
Az erdőben található a műemléki védelem alatt álló török kút.

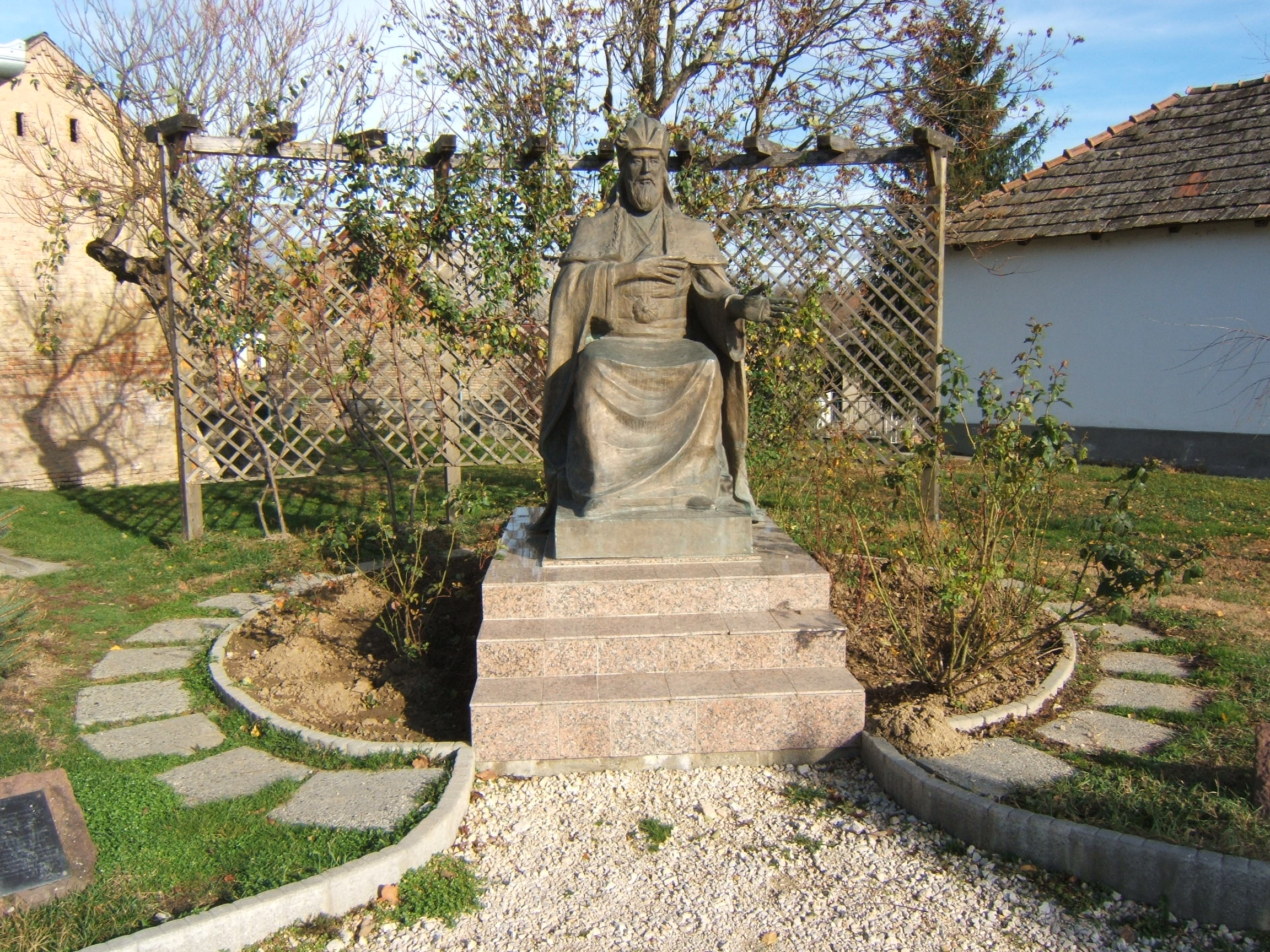
Gül Baba szobra
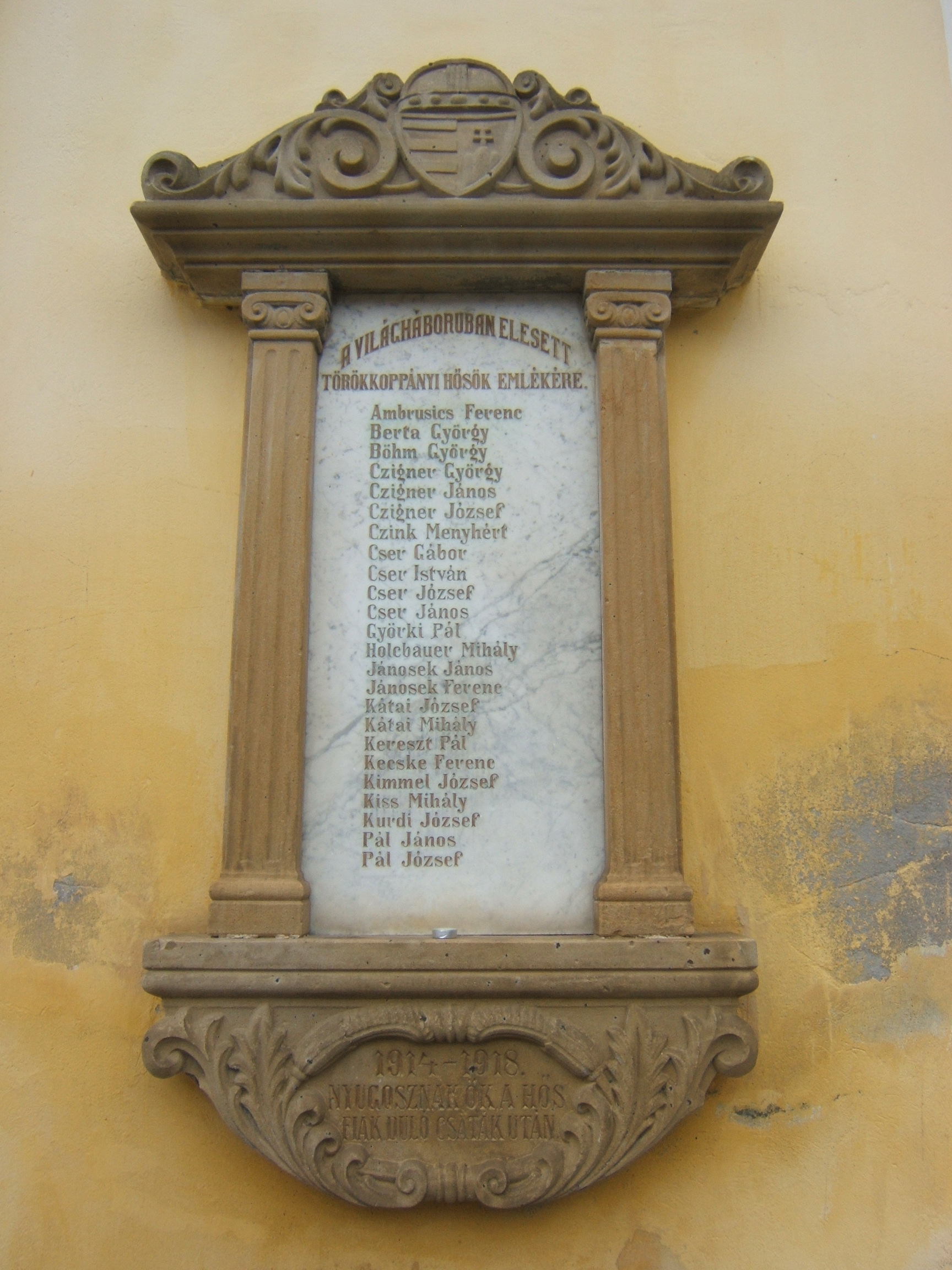
Első világháborús hősök emléktáblája 1.
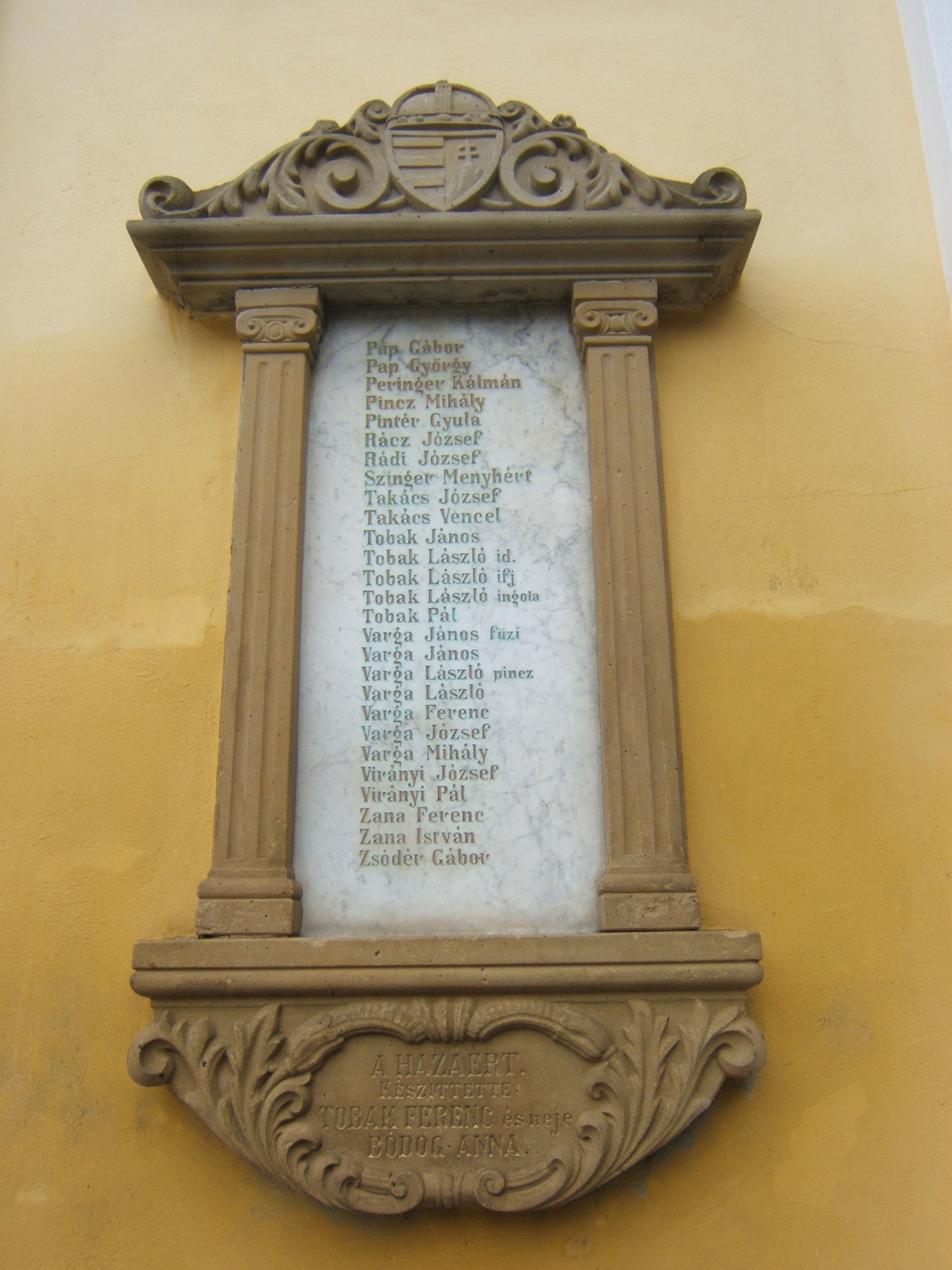
Első világháborús hősök emléktáblája 2.
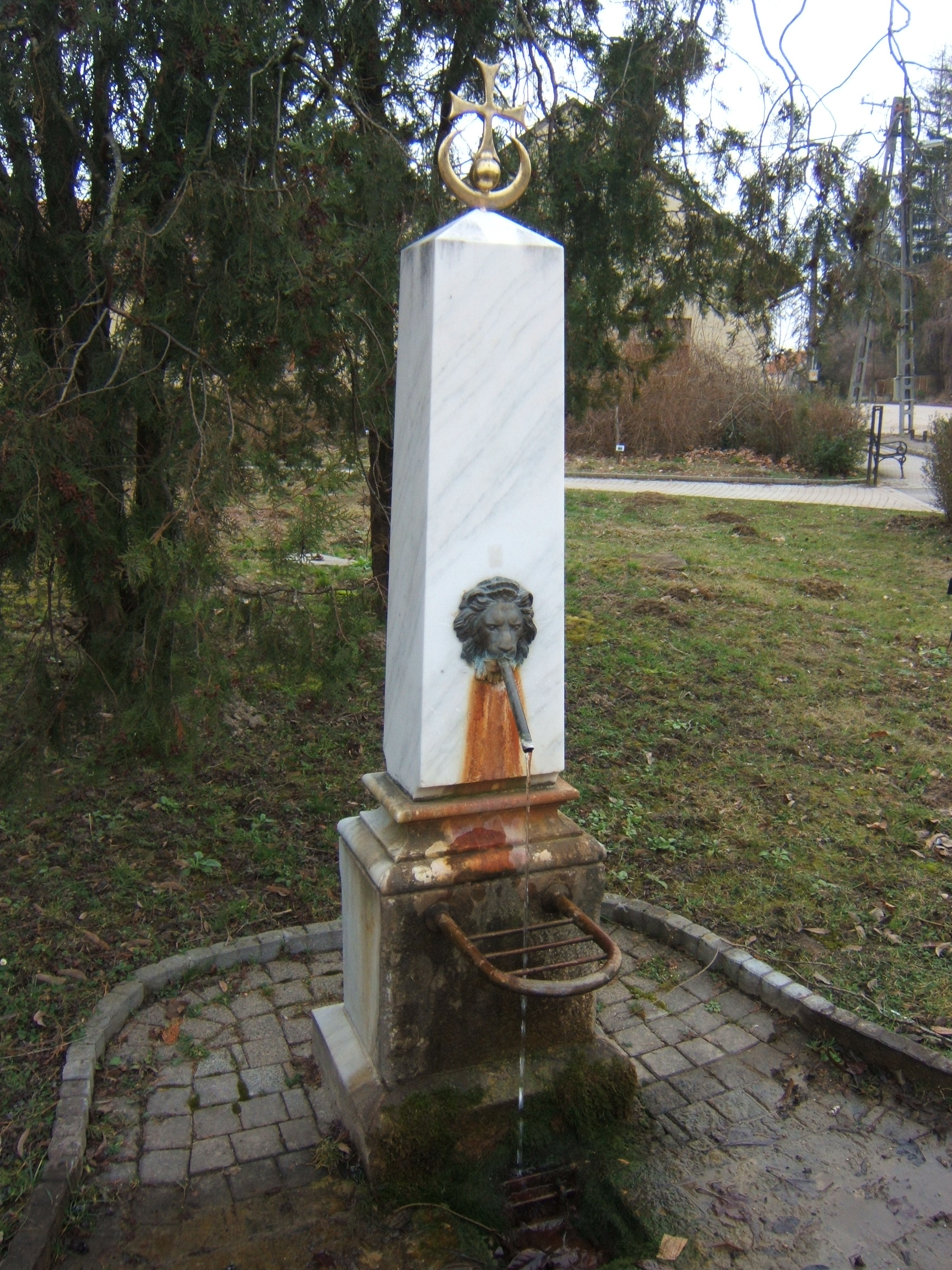
Félholdas csorgókút

## Légi felvételek

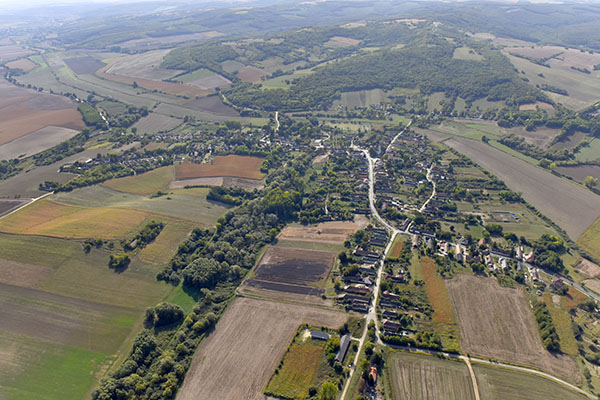
Törökkoppány légi felvételen
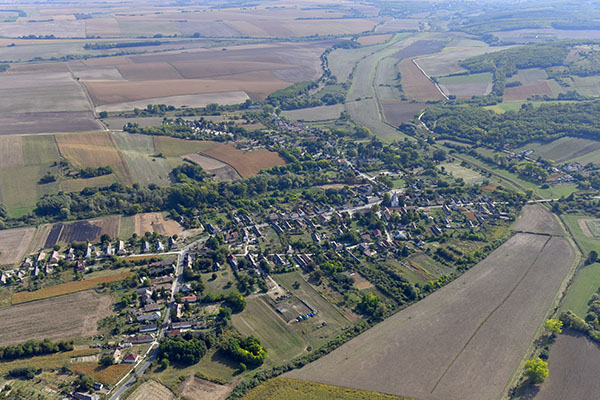
Törökkoppány látképe madártávlatból
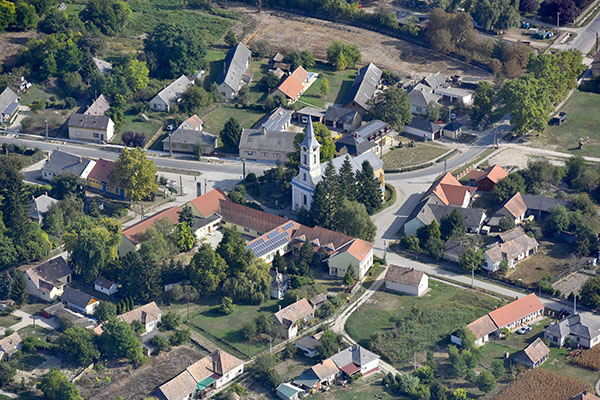
Törökkoppány a magasból
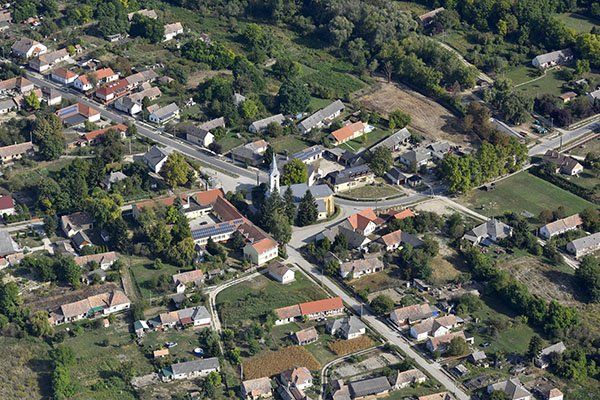
Törökkoppány - légi fotó
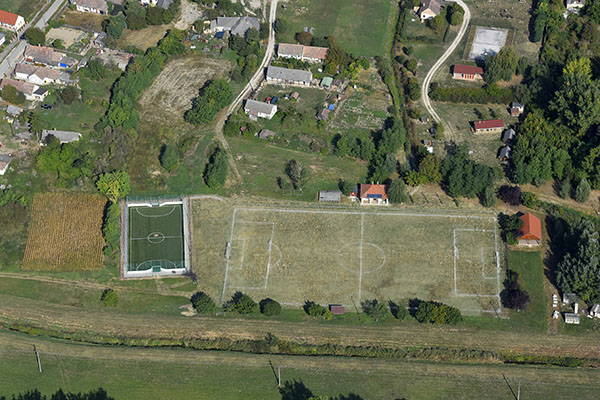
Törökkoppány, sportpálya a levegőből
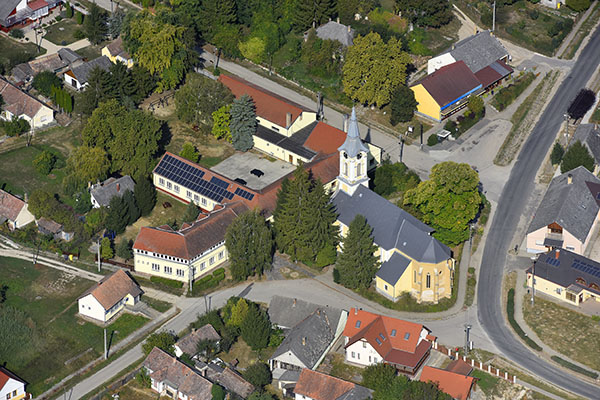
Törökkoppány, templom légi fotón

## A település az irodalomban
- Törökkoppány (korabeli nevén csak Koppány), mint a 16. század végi Somogy vármegye egyik fontos, akkor török kézen lévő, minarettel is rendelkező erőssége megjelenik Fekete István író A koppányi aga testamentuma című ifjúsági regényében, annak egyik sarkalatos, többször is említett helyszíneként.

## Híres emberek
- Itt született 1955. november 23-án Szakály Sándor történész.
- Itt született 1957. február 22-én Rohonczi István festőművész.